# フィリップ・オクス
フィリップ・オクス（Philipp Ochs 、1997年4月17日 - ）は、ドイツ・バーデン＝ヴュルテンベルク州ヴェルトハイム出身のプロサッカー選手。ブンデスリーガ2部・SVザントハウゼン所属。ポジションはミッドフィールダー。

## 経歴

### クラブ
TSG1899ホッフェンハイムの下部組織で育成され、2015年にトップ昇格。8月のバイエル・レバークーゼン戦において82分にオイゲン・ポランスキとの交代でトップチームデビューを果たしたが、試合は1-2で敗れた。
RBライプツィヒが獲得に関心を示していたが、ユース時代に指導を受けたユリアン・ナーゲルスマンの監督昇格が内定していたこともあり、2016年1月にホッフェンハイムとの間でプロ契約を結んだ。契約期間は2019年までの3年間。
同年8月、フリッツ・ヴァルター・メダルU-19部門で銀メダルを獲得した。
2020年1月31日、ハノーファー96に移籍した。
2022年、SVザントハウゼンに移籍した。

### 代表
U-15ドイツ代表に招集されて以来、各年代のドイツ代表に招集されている。
2016年7月、地元ドイツで開催されたUEFA U-19欧州選手権2016ではグループリーグでU-19イタリア代表、U-19ポルトガル代表に敗れ、U-19オランダ代表とのプレーオフの末にかろうじて2017 FIFA U-20ワールドカップへの出場権を獲得したが、自身はオランダ戦の先制点を含む通算4得点をあげてドイツの本大会出場に貢献した。
2017年5月、2017 FIFA U-20ワールドカップの代表メンバーに選出された。同年5月31日に行われた、決勝トーナメント1回戦のU-20ザンビア代表戦では直接フリーキックで先制点を決めたが、延長戦の末に3-4のスコアで敗退した。

## 受賞歴

### 個人
- フリッツ・ヴァルター・メダル・U-19部門銀賞（2016年）

## 代表歴

### 出場大会
- U-17ドイツ代表
  - 2014年 - UEFA U-17欧州選手権（グループリーグ敗退）
- U-19ドイツ代表
  - 2016年 - UEFA U-19欧州選手権（5位）
- U-20ドイツ代表
  - 2017年 - FIFA U-20ワールドカップ（ベスト16）